# Владислав Зайончковський

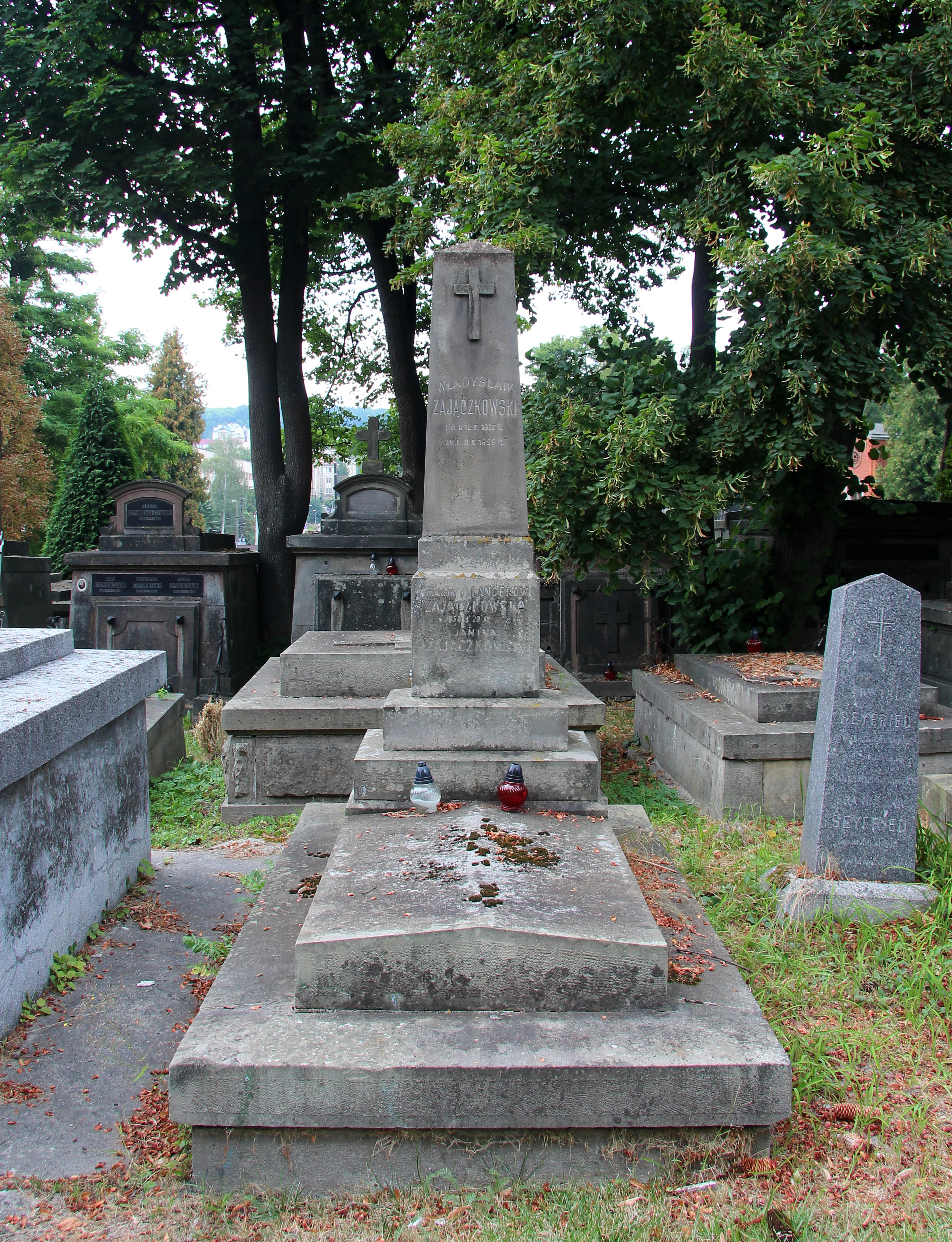

Владислав Войцех Зайочковський (12 квітня 1837, Стрижів — 8 жовтня 1898, Львів) — польський математик, доктор філософії, ректор Львівської політехніки у 1878/79 і 1885/86 роках.

## Життєпис
Народився у галицькому містечку Стрижів (тепер у Польщі). Після закінчення гімназії в Жешові i Кракові студіював математику i фізику в Ягеллонському університеті в Кракові, де й здобув у 1861 р. учений ступінь доктора філософії. Для поглиблення своїх знань у галузі математики виїжджає до Готтінгена, відтак — до Берліна і Відня, а повернувшись звідтіля, захистив у Кракові дисертацію на здобуття вченого звання приватного доцента математики.

## Доробок
У 1865—1872 pp. викладав вишу математику i аналітичну механіку у Головній варшавській школі, а в 1872 р. призначений звичайним професором математики Львівської Технічної академії. На цьому посту професор сконцентрував свою увагу на математичних науках i працював над розвитком Політехнічної школи, у якій у 1878—1879 і 1885—1886 навчальних роках обирався ректором. У 1887 р. очолив кафедру математики цієї школи.
Як член Крайової шкільної ради зробив чимало для удосконалення шкільних підручників. У 1872 р. обраний членом-кореспондентом. а в 1891 р. — дійсним членом Краківської Академії наук.

## Наукові праці
У наукових працях, які публікувалися у вітчизняній літературі, висвітлював світові здобутки у різних галузях математики. У його доробку — 20 наукових праць, серед яких — «Теорія потенціальної функції» (1864); «Аналітична геометрія» (1884); «Основи вищої алгебри» (1884) тощо. Підготував історію політехнічної школи — Zajaczkowski W. С. К. Szkola politechniczna. Lwow. 1894. S.1 -170.

## Смерть
Помер 8 жовтня 1898 у Львові. Похований на полі № 67 Личаківського кладовища.